# Naomi Zanotto
Naomi Zanotto est une joueuse internationale de rink hockey née le 8 octobre 1997. Formée à Gleizé, elle participe en 2013 au championnat d'Europe sénior.

## Parcours sportif
En décembre 2013, elle est admise au sein du groupe sénior de l'équipe de France féminine, qui vient d'être sacrée championne du monde l'année précédente. Elle participe alors au Championnat d'Europe à Mieres (Espagne) dans un effectif très rajeuni ne comprenant que trois joueuses titrées. 
Elle dispute quatre match lors de la compétition et connait quatre défaites. 
| Date                       | Domicile | Extérieur | Résultat |
| -------------------------- | -------- | --------- | -------- |
| 17 décembre 2013 à 21 h 15 | France   | Espagne   | 0 - 5    |
| 19 décembre 2013 à 20 h 0  | France   | Italie    | 1 - 2    |
| 20 décembre 2013 à 21 h 15 | Portugal | France    | 7 - 1    |
| 21 décembre 2013 à 18 h 30 | Italie   | France    | 5 - 0    |

Avec ses différents clubs, elle participe en 2014, 2015 et 2016 à la coupe d'Europe féminine.